# Реторнадуш

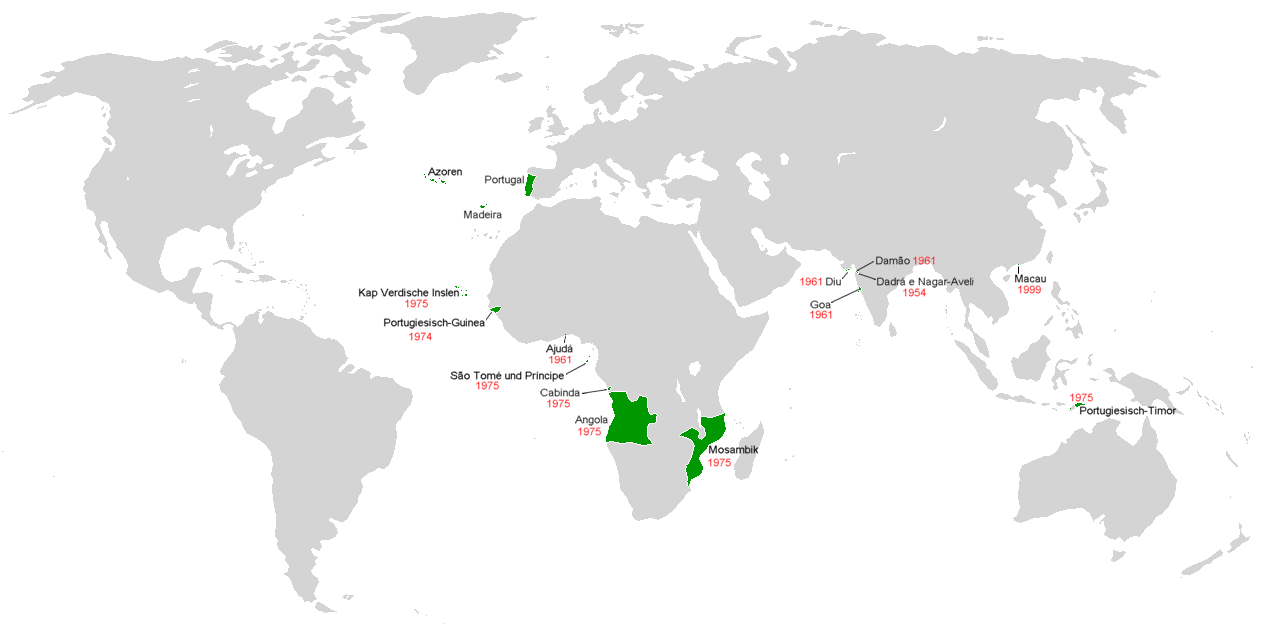
Заморские территории Португалии

Реторнадуш (порт. Retornados), Возвратившиеся — португальские репатрианты из бывших «заморских территорий», в основном Анголы и Мозамбика, в середине 1970-х годов. Вынужденно переселялись в Португалию по причине деколонизации и этнополитических преследований. Представляли собой проблемную социальную категорию, политически были враждебны послереволюционным властям. Прошли трудную социальную адаптацию на протяжении нескольких лет.

## Заморские португальцы
25 апреля 1974 года в Португалии совершилась Революция гвоздик. Одним из её следствий стало прекращение колониальной войны и ускоренная деколонизация. При этом новые власти Португалии передавали контроль над бывшими «заморскими территориями» идеологически близким марксистским движениям.
На момент революции колониями Португалии являлись Ангола (Португальская Западная Африка), Мозамбик (Португальская Восточная Африка), Гвинея-Бисау (Португальская Гвинея), Кабо-Верде, Сан-Томе и Принсипи, Восточный Тимор (Португальский Тимор). В этих странах проживали, по разным оценкам, не менее 600 тысяч португальцев, из них около 330 тысяч в Анголе и порядка 220 тысяч в Мозамбике.
Португальцы «заморских территорий», как правило, относились к социально привилегированным слоям (хотя это не всегда отражалось на финансовом и имущественном положении). Многие из них (хотя отнюдь не все) были военными, чиновниками, предпринимателями, землевладельцами, квалифицированными специалистами.

## Эксцессы деколонизации и трудности репатриации
Деколонизация сопровождалось всплеском социальной мести со стороны чернокожего большинства. Это поощрялось пропагандой ангольских антиколониальных движений МПЛА, ФНЛА, УНИТА и мозамбикского ФРЕЛИМО. В идеологиях ФНЛА и УНИТА были элементы чёрного расизма, пропаганда марксистских МПЛА и ФРЕЛИМО заострялась против португальцев как «буржуазных элементов» (хотя многие из них привлекались на службу в новые аппараты власти). В Анголе отмечались многочисленные акты погромного насилия, вплоть до убийств. Министр внутренних дел Народной Республики Мозамбик (будущий президент Мозамбика) Арманду Гебуза издал знаменитый Приказ 24/20 — португальцам, не признающим новый режим и намеренным покинуть страну, предоставлялось на это 24 часа и позволялось взять с собой 20 килограммов багажа.
Независимость Мозамбика была провозглашена 25 июня 1975, независимость Анголы — 11 ноября 1975. Весь период 1975—1976 годов Португалию захлёстывал поток репатриантов-«реторнадуш», покидавших эти страны. Численно несравнимо меньше, но возвращались португальцы также из Гвинеи-Бисау, Кабо-Верде, Сан-Томе и Принсипи, Восточного Тимора. Общая численность «реторнадуш» оценивается примерно в 500—600 тысяч человек.
Правительство Португалии в обстановке острейшего внутреннего кризиса вынуждено было организовывать приём сотен тысяч человек из бывших африканских колоний. Было создано специальное ведомство — Институт поддержки возвращения сограждан (IARN). Устроен воздушный мост, выделены два судна (одно для перевозки пассажиров, другое — багажа и автомобилей). Однако на отправку образовались многодневные очереди. Водитель грузовика Гильерме душ Сантуш организовал конвой из 2000 грузовиков и 300 автомобилей, который проделал путь почти через всю Африку — от Анголы до Марокко. Несколько сотен человек перебрались в Юго-Западную Африку. Люди побогаче переезжали в Бразилию. Но для подавляющего большинства единственным вариантом являлась Португалия.
Португальские власти не были заинтересованы в прибытии этих людей. Условия транспортировки и последующей адаптации выдерживались жёстко, не скрывалось негативное отношение к репатриантам. Многим из них приходилось длительное время жить в портах и аэропортах без какой-либо ясной перспективы — при том, что далеко не все «реторнадуш» имели в Португалии родственников или хотя бы знакомых. Специально принятые в 1974 году нормативы ограничивали возможности перевода денежных средств с «заморских территорий» — тогда как ангольские и мозамбикские власти ограничивали вывоз денег суммой, эквивалентной 150 эскудо. В обществе «реторнадуш» сталкивались с отчуждением — их считали «бывшими угнетателями африканцев», которые теперь требуют пособий и жилищ в условиях экономического кризиса. Само слово «retornados» приобрело негативную, пренебрежительную коннотацию.

## «Реторнадуш» в политике
Со своей стороны, «реторнадуш» крайне негативно отнеслись к деколонизации, революции и новым португальским властям (как, впрочем и к свергнутому режиму «Нового государства», оказавшемуся неспособным обеспечить стабильность и безопасность). В их настроениях первоначально доминировали отчаяние и озлобленность. Многие «реторнадуш» примыкали к подпольным террористическим организациям крайне правого толка — ELP, MDLP, CODECO. В советских пропагандистских изданиях говорилось, что «добравшись до Лиссабона, они пополняют лагерь сил, враждебных португальской революции, а наиболее злобные остались в самой Анголе и участвуют в гражданской войне». Ультраправые боевики-«реторнадуш» сыграли видную роль в событиях Жаркого лета.
Из легальных политических партий наибольшей популярностью в этой среде пользовался консервативный Социально-демократический центр (СДЦ) Диогу Фрейташа ду Амарала, на втором месте — либеральная Народно-демократическая партия (ныне Социал-демократическая) Франсишку Са Карнейру. Коммунисты Алвару Куньяла рассматривались как враги, социалисты Мариу Соареша — как «предатели».
Социальная адаптация «реторнадуш» шла с большими трудностями, заняла несколько лет и в целом осуществилась в период общественно-политической и экономической стабилизации на рубеже 1970—1980-х. При этом «реторнадуш» сохранили общее самосознание, мировоззрение и культуру «последних португальцев империи».

## Люди и память
Многие «реторнадуш» стали крупными деятелями португальской политики, общественной жизни, науки, культуры, спорта. Среди них — председатель СДЦ Асунсан Кришташ, морской министр Ана Паула Виторину, юрист и политик Паула Тейшейра да Круш, писатели Гонсалу Тавариш, Вальтер Уго Ман, Изабела Фигейреду, поэт Руй Нопфли, футболисты Жуан Рикарду, Педру Эмануэл, президент футбольного клуба Эшторил-Прая Алешандре Фария, музыкант Арманду Гама и ряд других. В числе «реторнадуш» есть и лояльные африканцы, выбравшие Португалию во время деколонизации - например, офицер коммандос из Гвинеи-Бисау Марселину да Мата.
История репатриации 1970-х описана в литературе и кино. В ноябре 2015 года в Лиссабоне была устроена выставка Retornar — Traços da Memória — Возвращение — следы памяти.